# Orange Is the New Black: My Year in a Women's Prison
Orange Is the New Black: My Year in a Women's Prison (às vezes intitulado como Orange Is the New Black: My Time in a Women's Prison) é um livro de memórias de 2010 escrito por Piper Kerman, que conta sua experiência com a lavagem de dinheiro, o narcotráfico e sua condenação em um prisão federal feminina.
Sasha Abramsky, da revista estadunidense Columbia Journalism Review, comentou que o livro "documenta as tentativas do autor de preservar sua individualidade em face da burocracia cinza e impessoal - baseado em torno dos contos das pesquisas, das regras que regem os detalhes da vida e da não-autonomia dos prisioneiros." A obra serviu como base para a série de televisão Orange Is the New Black.